# Лесли, Александр, граф Росс
Александр Лесли (англ. Alexander Leslie), граф Росса, наследовал своей матери Ефимии около 1394 года, хотя ещё 5 сентября этого года он упоминается лишь как наследник графства. Он упоминается в качестве графа Росса 5 февраля 1398 года, когда он передал баронство Физкилл (ныне Лесли) своему кузену сэру Георгу Лесли Розескому. Также 8 ноября 1398 года он даровал сэру Георгу земли Вудфилд, Питнамун, и другие, в обмен на заем в 200 марок графу для выкупа его графства и владений у короны. Все же он недолго оставался графом, поскольку скончался в Дингвалле 8 мая 1402 года.
Он женился до 1398 года на Изабелле, старшей дочери Роберта Стюарта, графа Файфа и герцога Олбани, регента Шотландии. От этого брака у графа родилась дочь, Ефимия, ставшая, лишь номинально (de jure), графиней Росса.